# Johan Wilhelm Runeberg

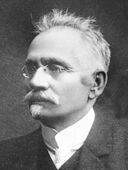
Johan Wilhelm Runeberg

Johan Wilhelm Runeberg (* 8. Februar 1843 in Borgå, Finnland; † 3. Januar 1918 in Helsinki) war ein finnischer Mediziner. 
Sein Vater war Johan Ludvig Runeberg. 
Nachdem er 1871 seinen Dr. med. et chir. erworben hatte, unternahm er längere Auslandsreisen. 1877 wurde er, als Nachfolger von Knut Felix von Willebrand, Professor der Universitätsklinik an der Universität Helsinki, wo er 1907 emeritiert wurde. 
Runeberg gehörte seit 1894 der Königlich Schwedischen Akademie der Wissenschaften, seit 1898 der Königlichen Gesellschaft der Wissenschaften in Uppsala und seit 1899 der Kungliga Vetenskaps- och Vitterhetssamhället i Göteborg an.